# Svalbard
Svalbard este un teritoriu insular în Oceanul Arctic, format din Insula Spitzbergen, insula Kvitøya și Insula Urșilor (Bjørnøya). Svalbard este situat la 600 de km de coastele Norvegiei și este administrat de Norvegia.

## Istorie
Este posibil ca Svalbard să fi fost descoperit de vikingi și/sau ruși încă din secolul XII. Tradiția scandinavă atestă existența unui teritoriu numit Svalbarði - tradus "periferie rece" (acest tărâm ar fi putut totuși fi la fel de bine Jan Mayen sau coasta estică a Groenlandei). Olandezul Willem Barents a fost primul care a descoperit indisputabil Svalbardul în 1596. În secolele XVII și XVIII insulele au servit drept locație internațională pentru vânătoarea de balene, iar cu această ocazie Balena de Groenlanda a fost exterminată din regiune.

## Politică

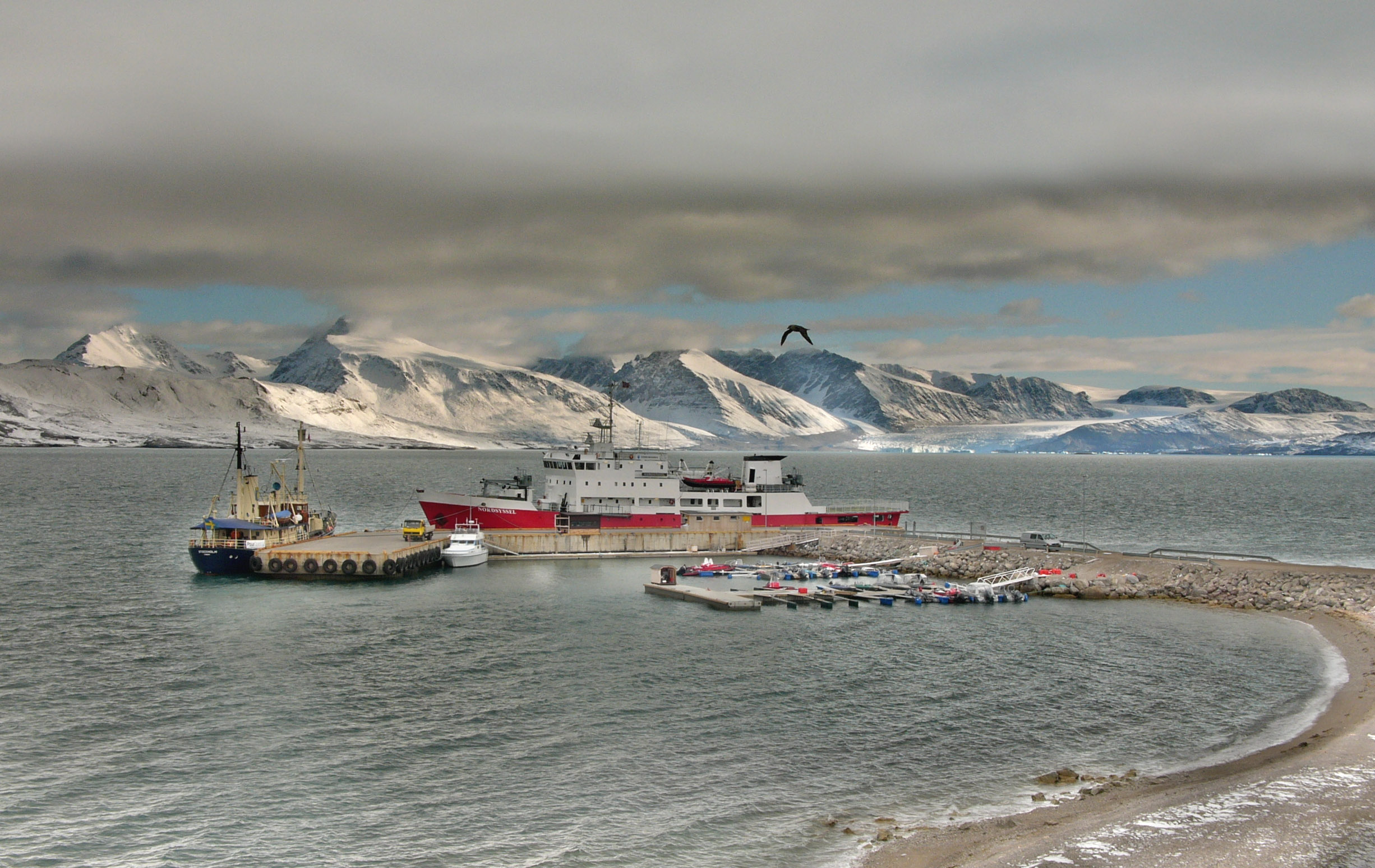
MS Nordsyssel, nava guvernatorului, docked at Ny-Ålesund

În urma Tratatului Svalbardului din 1920, Norvegia a obținut control total asupra arhipelagului. Acesta, spre deosebire de Zona Antarctică Norvegiană, este parte a Regatului Norvegiei și nu un teritoriu dependent. Tratatul a intrat în vigoare în 1925 ca urmare a Actului Svalbard. Toate cele patruzeci de țări semnatare ale tratatului au dreptul de a desfășura activități comerciale în arhipelag, acestea fiind supuse legislației norvegiene. Tratatul limitează dreptul Norvegiei de a colecta impozite în favoarea finanțării serviciilor.

## Geografie
În Svalbard există relief de platou, dominat de culmi muntoase.

### Așezări
- Barentsburg (Баренцбург) (localitate rusă, 500 locuitori)
- Bjørnøya (Stație meteorologică norvegiană, 9 locuitori)
- Grumantbyen (Грумант) (localitate rusă, abandonată în 1961, reluarea activității miniere a fost anunțată în 2003)
- Hopen (Stație meteorologică norvegiană, 4 locuitori)
- Hornsund (Stație de cercetare poloneză, 8 locuitori)
- Isfjord radio
- Longyearbyen (2075 locuitori)
- Ny-Ålesund (40 locuitori)
- Pyramiden (Пирамида) (localitate rusă, abandonată în 2000)
- Smeerenburg (localitate olandeză în nord-vestul insulei Amsterdam, abandonată în 1660)
- Sveagruva (populație: 210)

## Clima
Clima insulelor Svalbard este de tip subpolară în sud și polară în nord, cu ierni lungi și foarte aspre, care pot dura până la 9 sau 10 luni pe an, iarba, florile și puținii copaci înverzind în scurtul sezon de vară în care temperaturile , chiar și așa , abia ating 5-7 grade Celsius.
| Date climatice pentru Longyearbyen                     | Date climatice pentru Longyearbyen | Date climatice pentru Longyearbyen | Date climatice pentru Longyearbyen | Date climatice pentru Longyearbyen | Date climatice pentru Longyearbyen | Date climatice pentru Longyearbyen | Date climatice pentru Longyearbyen | Date climatice pentru Longyearbyen | Date climatice pentru Longyearbyen | Date climatice pentru Longyearbyen | Date climatice pentru Longyearbyen | Date climatice pentru Longyearbyen | Date climatice pentru Longyearbyen |
| Luna                                                   | Ian                                | Feb                                | Mar                                | Apr                                | Mai                                | Iun                                | Iul                                | Aug                                | Sep                                | Oct                                | Nov                                | Dec                                | Anual                              |
| ------------------------------------------------------ | ---------------------------------- | ---------------------------------- | ---------------------------------- | ---------------------------------- | ---------------------------------- | ---------------------------------- | ---------------------------------- | ---------------------------------- | ---------------------------------- | ---------------------------------- | ---------------------------------- | ---------------------------------- | ---------------------------------- |
| Maxima medie °C (°F)                                   | −13 (8,6)                          | −13 (8,6)                          | −13 (8,6)                          | −9 (15,8)                          | −3 (26,6)                          | 3.0 (37,4)                         | 7.0 (44,6)                         | 6.0 (42,8)                         | 1.0 (33,8)                         | −4 (24,8)                          | −8 (17,6)                          | −11 (12,2)                         | −4,75 (23,45)                      |
| Minima medie °C (°F)                                   | −20 (−4.0)                         | −21 (−5.8)                         | −20 (−4.0)                         | −16 (3,2)                          | −7 (19,4)                          | −1 (30,2)                          | 3.0 (37,4)                         | 2.0 (35,6)                         | −3 (26,6)                          | −9 (15,8)                          | −14 (6,8)                          | −18 (−0.4)                         | −10,33 (13,4)                      |
| Precipitații mm (inches)                               | 22.0 (0.866)                       | 28.0 (1.102)                       | 29.0 (1.142)                       | 16.0 (0.63)                        | 13.0 (0.512)                       | 18.0 (0.709)                       | 24.0 (0.945)                       | 30.0 (1.181)                       | 25.0 (0.984)                       | 19.0 (0.748)                       | 22.0 (0.866)                       | 25.0 (0.984)                       | 271 (10,67)                        |
| Sursă: Climate and daylight in Svalbard (Longyearbyen) |                                    |                                    |                                    |                                    |                                    |                                    |                                    |                                    |                                    |                                    |                                    |                                    |                                    |

## Economia
Economia Svalbardului este bazată pe exploatări de minereu de fier, cupru, zinc, azbest și cărbune. Pescuitul și vânătoarea au de asemenea o contribuție importantă.

## Galerie

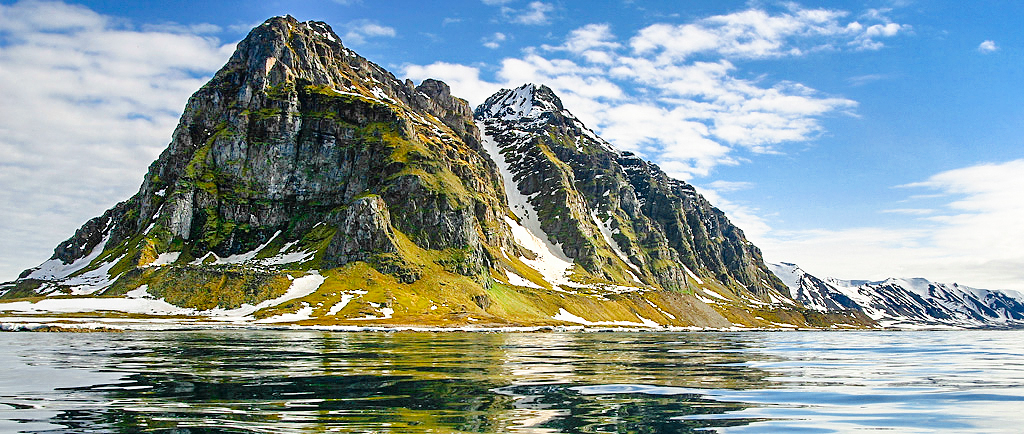
Prins Karls Forrland este a şasea insulă ca mărime
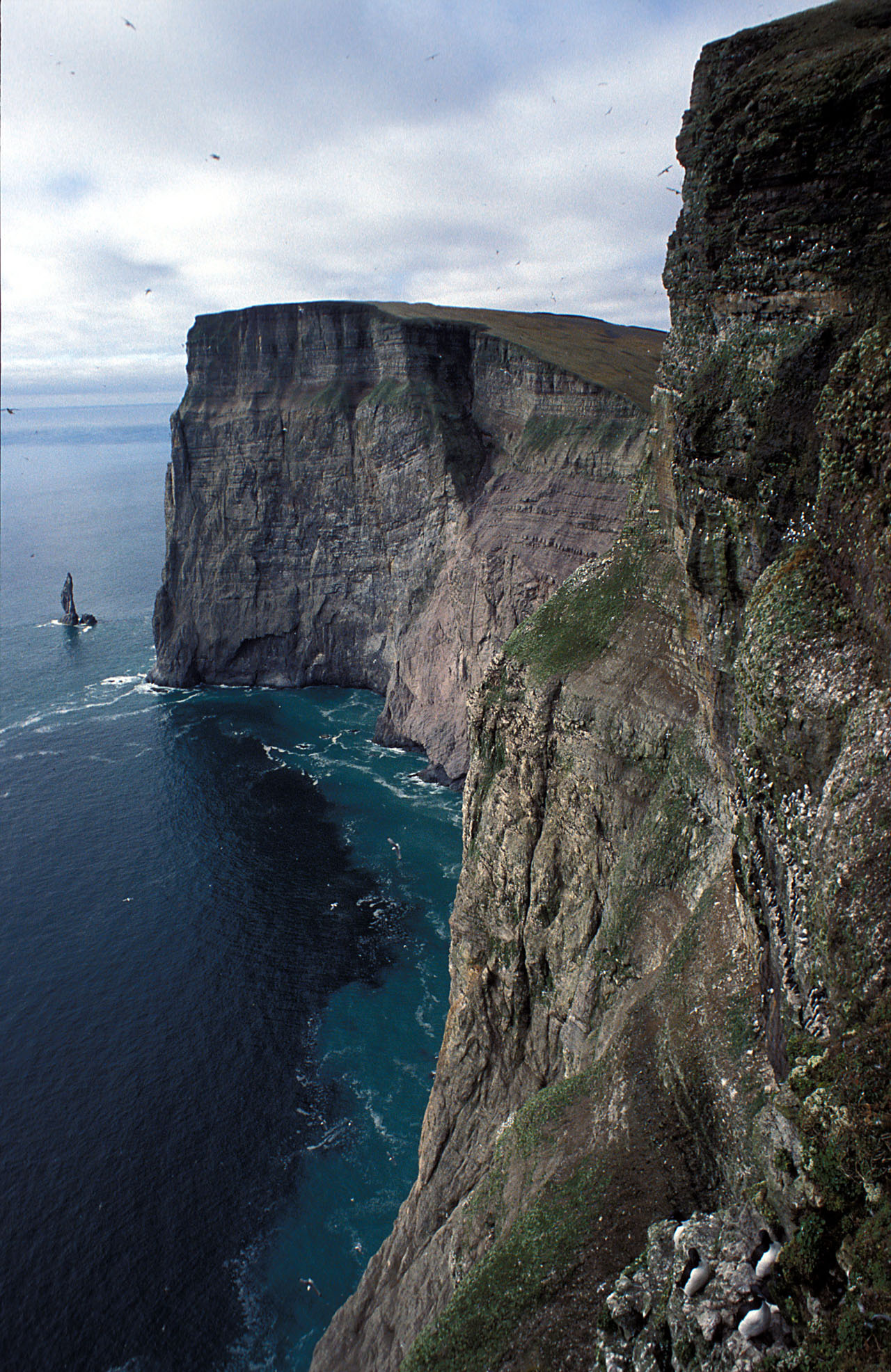
Stânca Stappen de pe Bjørnøya
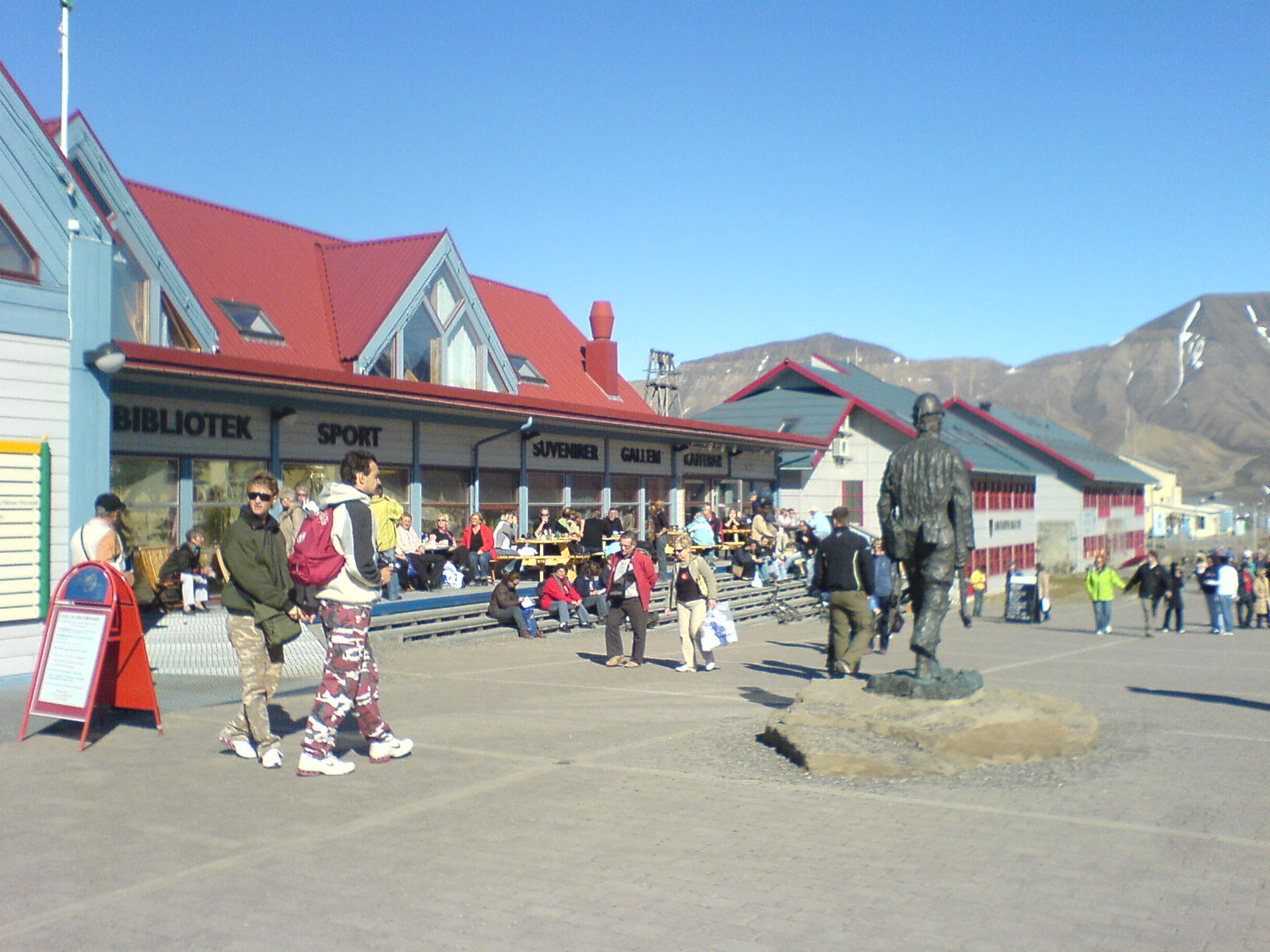
Strada principală din Longyearbyen
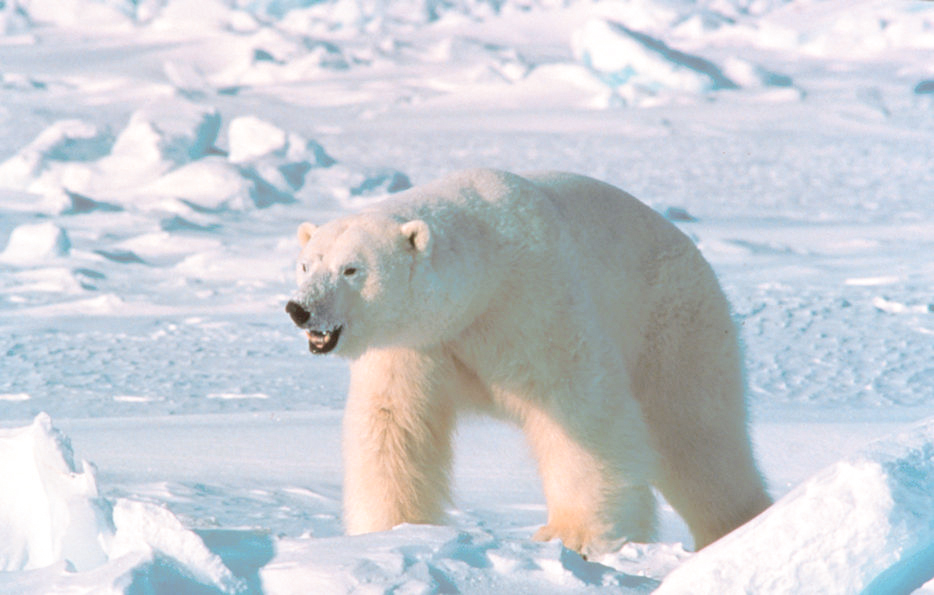
Pe insulele Svalbard sunt circa 3000 de urşi polari
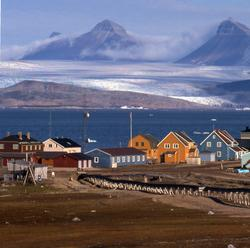
Ny-Ålesund vara
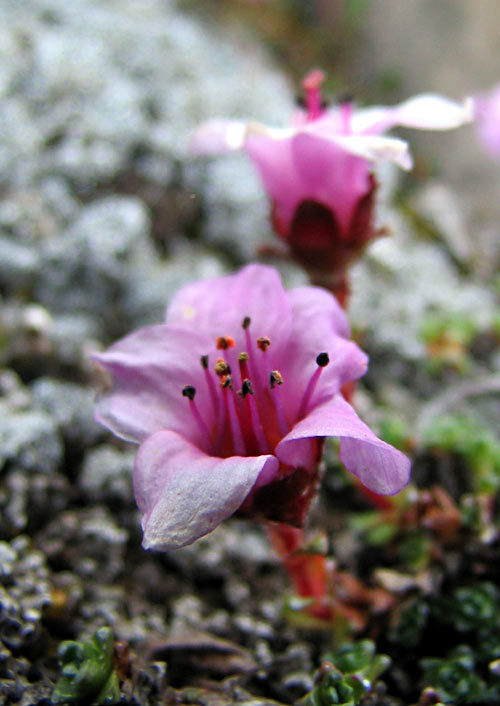
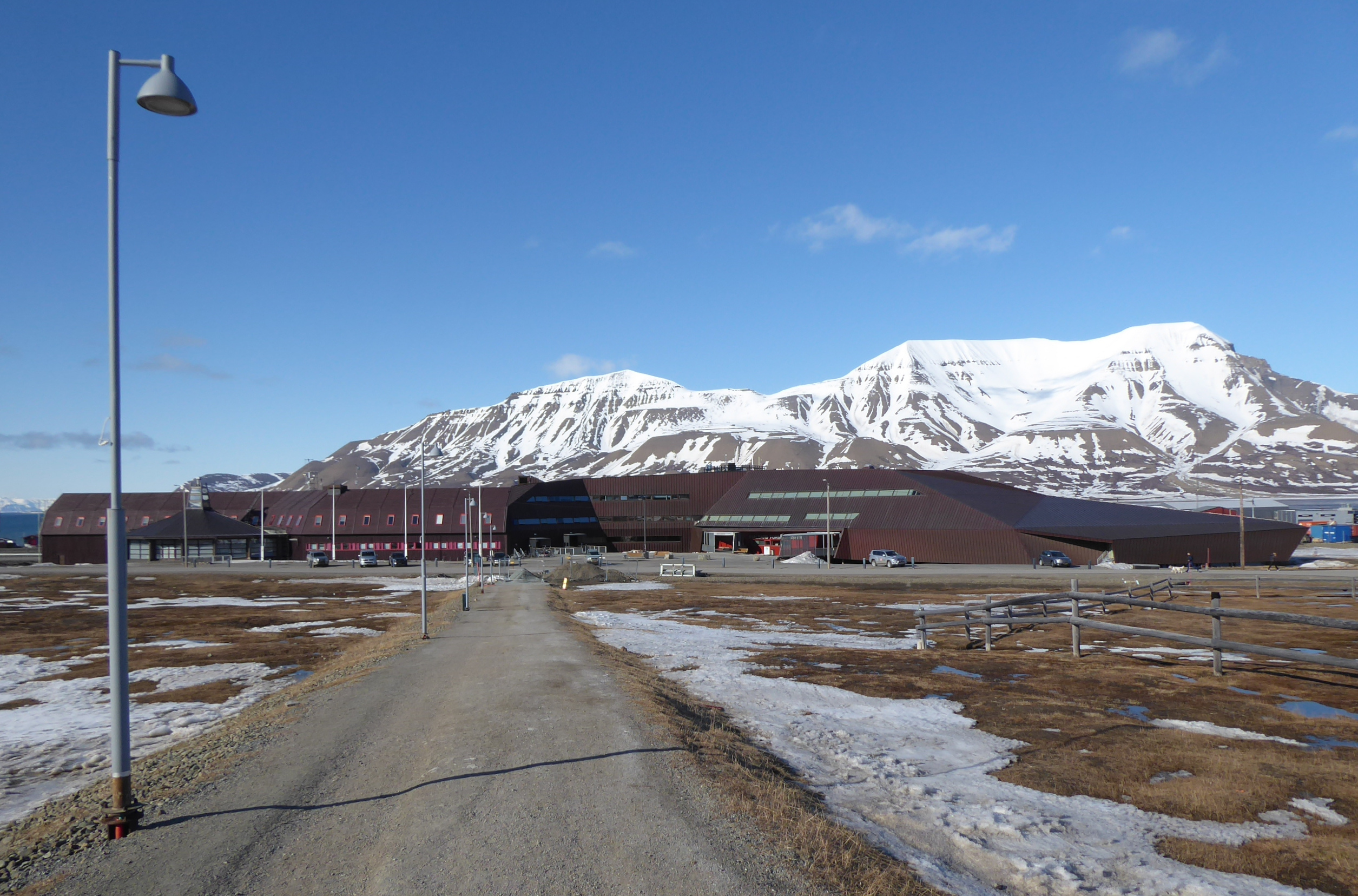
Centrul Universitar din Svalbard (UNIS)